# Johannes Eckstein
Johannes Eckstein, auch Johann Eckstein, (* 25. November 1735 in Poppenreuth; † 27. Juni 1817 in Havanna) war ein deutsch-amerikanischer Bildhauer, Maler und Zeichner.

## Leben
Eckstein war der Sohn des Bildschnitzers und Kunsttischlers Conrad Eckstein und studierte an der Akademie der Bildenden Künste Nürnberg unter Johann Justin Preissler. Er bildete sich in London weiter aus, wo er ab 1762 mit seinen Werken auf Kunstausstellungen vertreten war. 1765–1769 war er am preußischen Hof in Potsdam tätig und trat dann in die Dienste des Neustrelitzer Herzogs Adolf Friedrich IV. zu Mecklenburg, von wo aus er 1770/71 für einen Spezialauftrag nach London zurückkehrte (die Prinzessin Sophie Charlotte von Mecklenburg-Strelitz hatte 1761 den englischen König geheiratet, so dass beide Höfe eng verbunden waren). In beiden Jahren war er auf den Ausstellungen sowohl der Royal Academy of Arts wie der Society of Artists mit Wachsmedaillons vertreten. Nach seiner Rückkehr nach Deutschland arbeitete er am Ludwigsluster Hof des Herzogs Friedrich der Fromme zu Mecklenburg und ab 1776 auch wieder für den preußischen Hof.
1793 wanderte er in die Vereinigten Staaten von Amerika aus und ließ sich als Künstler und Kaufmann in Philadelphia nieder, wo er im November 1793 mit einem Kunsthandel unter John Eckstein & Son firmierte. Als Maler lagen ihm Porträts, Schlachten- und Genrebilder. Als Medailleur war er an der Gestaltung von Dollarmünzen der Vereinigten Staaten beteiligt.
Er war Gründungsmitglied der Columbian Society of Artists und Associate der Pennsylvania Academy of the Fine Arts. 1805 veröffentlichte er The American drawing magazine, or, A complete system of drawing., eine Zeichenschule, die in 12 Heften zu je 12 Zeichnungen erscheinen sollte. Nur das erste Heft ist bibliothekarisch nachgewiesen.
Johannes Eckstein ist Vater des gleichnamigen Malers Johannes II John Eckstein (* um 1760 in Strelitz; † 1838 auf Barbados), des Bildhauers Friedrich (Frederick) Eckstein (* 1775 in Berlin; † 1852 in Cincinnati) und der Malerin Louisa Eckstein Addelsterren, die 1825 als Zeichenlehrerin an Col. Josiah Dunham’s Academy in Lexington, Fayette County, Kentucky, und nach einem Aufenthalt in Cincinnati ab 1830 an der Zeichenschule ihres Bruders Friedrich Eckstein in Frankfort, Kentucky, arbeitete.
Die Namensgleichheit von Vater und Sohn sowie die intransparente Familiengeschichte führten in der bisherigen kunstgeschichtlichen Literatur häufig zu Fehlzuschreibungen und lässt einige Zuschreibungen im Endergebnis mit Zweifeln offen, so dass besonders die ältere Literatur nur sehr kritisch gesehen werden kann. Johannes Eckstein I ist weiter Bruder von George Paul Eckstein.

## Werke
- Basrelief Tod des Epanminondas aus Portlandstein, gezeigt auf den Ausstellungen der Free Society of Artists, London 1762 und 1764
- 1765–1769: Modelle für die Königliche Porzellan-Manufaktur Berlin
- 1765–1769: Figuren am Neues Palais
- Wachsrelief des Erbprinzen Friedrich Franz I. von Mecklenburg
- 1772–1774: Skulpturen für die Schlosskirche in Ludwigslust
- um 1777/80: Basrelief Die Geschichte der Psyche im ovalen Salon des Hauses der Wilhelmine von Lichtenau[9]
- 1786: Totenmaske von König Friedrich II. von Preußen und nach dieser eine Büste aus Gips[10]
- Reiterstatuetten Friedrich II., gezeigt auf den Berliner Kunstausstellungen 1786, 1788 und 1790
- 1788/89: Figurengruppe auf dem Dach des Belvedere in Charlottenburg (Nachschöpfung von Karl Bobek nach Verlust des Originals)
- 1792: Ausführung von Reliefs in den Durchgängen des Brandenburger Tors unter der Leitung von Johann     Gottfried Schadow[11]
- 1806: Standbild George Washingtons als Modell für ein in Philadelphia geplantes Denkmal

### Schriften/Mappen
- The American drawing magazine, or, A complete system of drawing. Philadelphia: Farrand 1805, Heft 1–? (12 geplant)